# Nommo

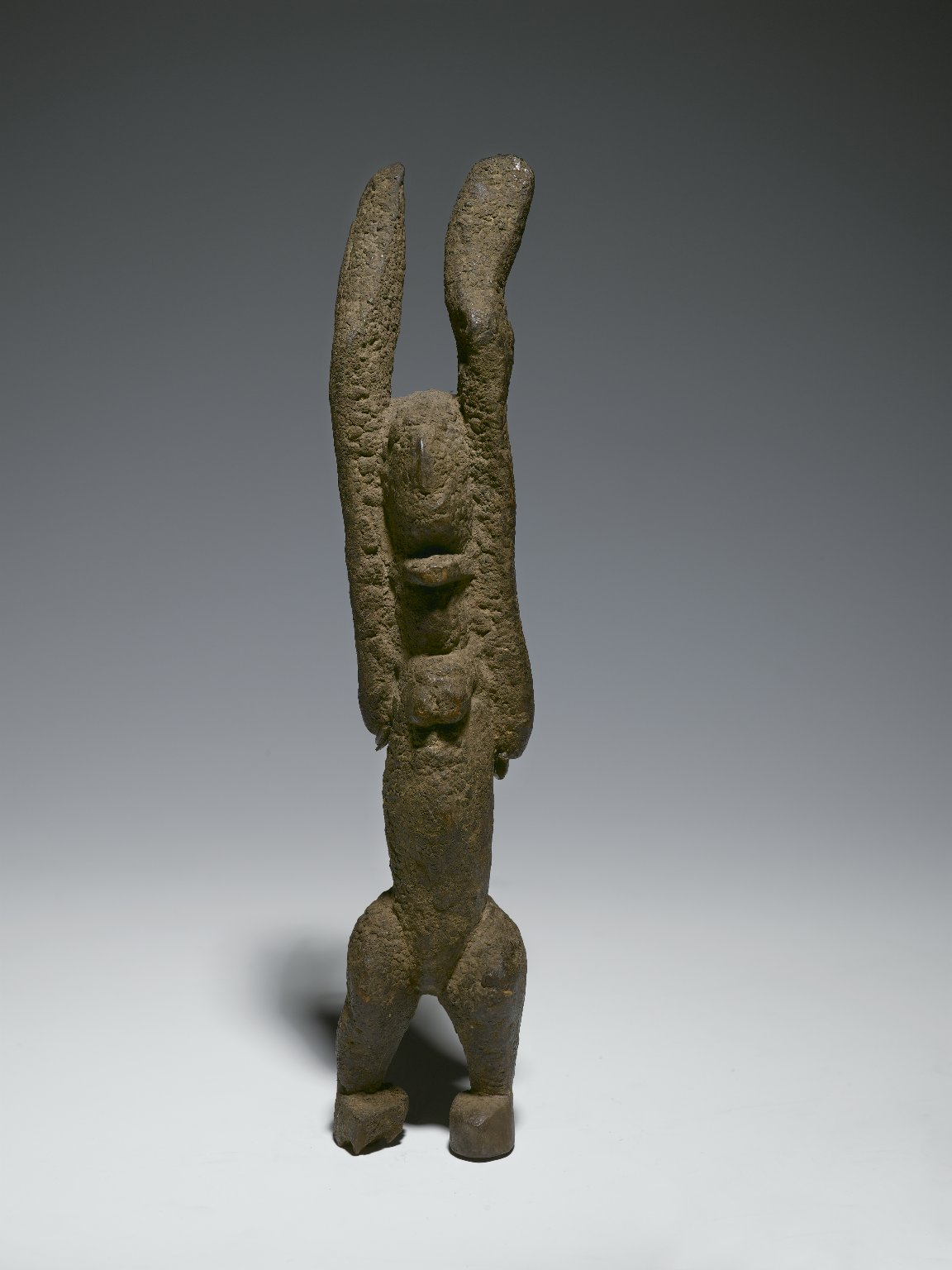
Một bức tượng Nommo của người Tellem

Nommo hoặc Nummo là linh hồn tổ tiên nguyên thủy trong tôn giáo Dogon và luận thuyết về sự hình thành vũ trụ (đôi khi gọi là các vị thần) được người Dogon ở Mali thờ cúng. Từ Nommo bắt nguồn từ một từ Dogon có nghĩa là "tạo ra biển cả". Nommo thường được mô tả là những sinh vật lưỡng cư, lưỡng tính có hình dạng giống cá. Hình tượng nghệ thuật dân gian về Nommo cho thấy sinh vật này có thân trên, chân/bàn chân hình người, thân dưới và đuôi giống như cá. Nommo còn được gọi là "Chủ Nhân của Nước", "Người Giám Sát" và "Bậc Thầy". Nommo có thể là tên riêng của một cá nhân hoặc có thể dùng để chỉ một nhóm linh hồn nói chung. Đối với mục đích của bài viết này, "Nommo" đề cập đến một cá nhân cụ thể và "Nommos" được sử dụng để chỉ nhóm sinh vật này.

## Thần thoại Nommo
Tôn giáo và sáng thế luận của người Dogon kể rằng Nommo là sinh vật sống đầu tiên do vị thần bầu trời Amma tạo ra. Ngay sau khi vừa chào đời, Nommo đã trải qua một cuộc biến đổi và nhân lên thành bốn cặp sinh đôi. Một trong những cặp song sinh này vùng lên chống lại trật tự vũ trụ của Amma. Nhằm khôi phục lại trật tự cho công trình sáng tạo của mình, Amma đã hy sinh một nhân vật thuộc dòng dõi Nommo có cơ thể bị phân mảnh và rải rác khắp vũ trụ. Sự phân tán các bộ phận cơ thể này được người Dogon coi là nguồn gốc cho quá trình kiến tạo các đền thờ Binu trên khắp lãnh thổ truyền thống của họ; bất cứ nơi nào một bộ phận cơ thể rơi xuống thì người ta sẽ dựng lên một ngôi đền mới.
Vào cuối thập niên 1940, hai nhà nhân chủng học người Pháp Marcel Griaule và Germaine Dieterlen (từng có thời làm việc chung với Dogon từ năm 1931) đã viết rằng họ là những người tiếp nhận thêm thần thoại bí mật có liên quan đến Nommo. Dogon được cho là có liên quan đến Griaule và Dieterlen với niềm tin rằng người Nommo là cư dân của một thế giới quay quanh ngôi sao Sirius. Họ lao xuống từ bầu trời trong một con tàu lớn kèm theo ngọn lửa và sấm sét. Sau khi đặt chân đến nơi này, người Nommos bèn tạo ra một cái hồ chứa nước rồi sau đó lặn xuống nước. Truyền thuyết của người Dogon kể rằng người Nommos đòi môi trường nhiều nước để sinh sống. Theo thần thoại liên quan đến Griaule và Dieterlen: "Người Nommo bèn chia cơ thể của mình cho cư dân bản địa để nuôi sống họ; đó là lý do tại sao người ta cũng nói rằng cứ như vũ trụ" đã say sưa cơ thể của mình", người Nommo còn bắt cư dân bản địa uống thứ nước này. Rồi họ mới trao lại mọi nguyên tắc sinh sống của mình cho con người". Người Nommo cũng được cho là nguồn gốc của vị Hogon đầu tiên".

## Tranh cãi
Walter van Beek, một nhà nhân chủng học nghiên cứu về người Dogon, không tìm thấy bằng chứng nào cho thấy tộc người này sở hữu bất kỳ kiến thức lịch sử tiên tiến nào về chòm sao Sirius. Van Beek mặc nhiên cho rằng Griaule từng tham gia vào việc đặt câu hỏi chủ yếu và mang tính ép buộc đối với nguồn tư liệu về người Dogon của mình rằng những huyền thoại mới đã được tạo ra trong quá trình này do chứng bịa chuyện, viết rằng:
...dù họ nói về sigu tolo [cái mà Griaule tuyên bố là Sirius] họ hoàn toàn không đồng ý với nhau về ý nghĩa của ngôi sao nào; đối với một số người, nó là một ngôi sao vô hình mọc lên để thông báo về [lễ hội] sigu, đối với một số khác, đó là Sao Kim, qua một vị trí khác, xuất hiện dưới dạng sigu tolo. Tuy nhiên, tất cả đều đồng ý rằng Griaule đã chỉ dạy cho họ biết về ngôi sao này.

Carl Sagan đã lưu ý rằng sự kết hợp đầu tiên theo như lời kể của người Dogon với kiến thức về Sirius như một ngôi sao đôi là vào thập niên 1940, mang lại cho họ cơ hội phong phú để có được kiến thức vũ trụ học về Sirius và Hệ Mặt Trời từ xã hội tiến bộ hơn của nhân loại về mặt khoa học mà họ từng tiếp xúc. Người ta cũng chỉ ra rằng hệ sao đôi như chòm sao Sirius theo như lý thuyết đặt ra có một khu vực chứa sự sống rất hẹp hoặc không tồn tại, và do đó, khả năng cao là chứa một hành tinh có khả năng duy trì sự sống (đặc biệt là sự sống phụ thuộc vào nước như người Nommos trước đây theo lời kể của dân địa phương).
Con gái và đồng nghiệp của Marcel Griaule là Geneviève Calame-Griaule, biện minh cho dự án này, đã bác bỏ lời chỉ trích của Van Beek là suy đoán sai lầm bắt nguồn từ sự thiếu hiểu biết rõ rệt về truyền thống bí truyền. Van Beek tiếp tục khẳng định rằng Griaule đã sai lầm và trích dẫn các nhà nhân chủng học khác cũng bác bỏ công trình này của ông.
Khẳng định rằng người Dogon biết rõ về một ngôi sao khác nằm trong hệ sao Sirius, Emme Ya, hoặc "lớn hơn Sirius B nhưng nhẹ hơn và độ sáng mờ" vẫn tiếp tục được thảo luận. Năm 1995, các nghiên cứu về lực hấp dẫn đã chỉ ra sự tồn tại khả dĩ của một ngôi sao lùn đỏ quay xung quanh Sirius nhưng các quan sát sâu hơn đã không xác nhận được điều này. Nhà báo viết về không gian kiêm người hoài nghi James Oberg đã thu thập những câu chuyện xuất hiện liên quan đến thần thoại Dogon trong cuốn sách năm 1982 của ông và thừa nhận rằng những giả định về sự tiếp thu gần đây là "hoàn toàn mang tính suy diễn" và không có cơ sở về bằng chứng được ghi lại và kết luận rằng có vẻ như bí ẩn Sirius sẽ vẫn còn chính xác như những gì cái tên này ngụ ý: bí ẩn. Trước đó, những tiếng nói chỉ trích khác như nhà thiên văn học Peter Pesch và cộng sự của ông tên Roland Pesch and Ian Ridpath đã cho là kiến thức thiên văn này được cho là "tiên tiến" của người Dogon là sự pha trộn giữa lời giải thích quá mức của giới bình luận và sự ô nhiễm văn hóa.

## Tác phẩm giả tưởng
Cấu trúc niềm tin xung quanh Nommo, cũng như kết luận của Robert Temple từ cuốn sách giả khảo cổ học The Sirius Mystery của ông, được Larry Niven và Steven Barnes sử dụng làm bối cảnh cho trò chơi nhập vai trong The California Voodoo Game, tập thứ ba trong sê-ri Dream Park. Tiểu thuyết gia Tom Robbins thảo luận về Nommo và những bí ẩn Sirius trong cuốn tiểu thuyết Half Asleep in Frog Pajamas của ông. Nommo và Dogon còn được đề cập khá nhiều lần trong tiểu thuyết của Philip K. Dick nhan đề V.A.L.I.S.. Nommo còn được nhắc đến trong cuốn sách thứ hai thuộc bộ truyện Legacy Trilogy (Battlespace) của Ian Douglas kể về toán lính thủy đánh bộ chạm trán với Nommo trong hệ sao Sirius. Ngoài ra còn có đề cập đến Nommo trong bộ truyện tranh dài tập của Grant Morrison mang tên The Invisibles. Một nhân vật chính trong loạt truyện tranh webcomic Forming của Jesse Moynihan lấy cảm hứng từ (và đặt tên là) Nommo.